# Ananteris cussinii
Espèce
Ananteris cussinii est une espèce de scorpions de la famille des Ananteridae.

## Distribution
Cette espèce se rencontre au Venezuela et à la Trinité,.

## Description
Le tronc de la femelle syntype mesure 12,5 mm et la queue 18,5 mm.

## Systématique et taxinomie
Cette espèce a été décrite par Borelli en 1910.

## Étymologie
Cette espèce est nommée en l'honneur d'Alfredo Cussini.

## Publication originale
- Borelli, 1910 : « Descrizione di un nuovo Scorpione del Venezuela. » Bollettino dei Musei di Zoologia ed Anatomia Comparata della Reale Universita di Torino, vol. 25, no 630, p. 1-3 (texte intégral).